# Praetaxila satraps
Praetaxila satraps is een vlindersoort uit de familie van de prachtvlinders (Riodinidae), onderfamilie Nemeobiinae.
Praetaxila satraps werd in 1894 beschreven door Henley Grose-Smith.